# Roneeka Hodges
Roneeka Rayshell Hodges (New Orleans, 19 luglio 1982) è un'ex cestista e allenatrice di pallacanestro statunitense, professionista nella WNBA.
È la sorella gemella di Doneeka Hodges.

## Carriera
È stata selezionata dalle Houston Comets al secondo giro del Draft WNBA 2005 (15ª scelta assoluta).
Con gli Stati Uniti ha disputato i Giochi panamericani di Santo Domingo 2003.